# Charles VI (pel·lícula)
Charles VI és una pel·lícula muda francesa de drama històric escrita i dirigida per Louis Feuillade i estrenada el 1911.Fou comercialitzada en anglès com A Queen’s Treachery al Regne Unit i The Betrayal of Charles VI als Estats Units

## Sinopsi
Es tracta d'un drama històric que mostra l'intent d'assassinat del rei Carles VI de França. Després de tornar d'un viatge a Bretanya el 1393, la seva esposa Elisabet de Baviera i el seu admirador, el duc Lluís I d'Orleans, organitzen el Bal des Ardents i intenten assassinar el rei. Carles no mor però perd la raó. Els seguidors del rei fan assassinar el duc, cosa que fa desesperar Elisabet. Ella intenta venjar-se destronant el seu marit a causa de la seva malalti mental i coronant Enric VI d'Anglaterra. Tanmateix, els nobles francesos malbaraten els intents de la reina.